# Ruta Provincial 105 (La Pampa)
La Ruta Provincial 105 es una carretera de Argentina en la provincia de La Pampa. Su recorrido total es de 138 km dividida en dos segmentos, uno asfaltado al norte, y uno de tierra natural al sur. El tramo de 36 km entre la Ruta Provincial 10 y la Ruta Provincial 13, pertenece a la «Ruta de la Cría».

## Recorrido
Tiene como extremo norte al límite con la Provincia de San Luis; en esa provincia recibe el nombre de Ruta Provincial 55.
Cruza las vías del FCDFS en la ciudad de Victorica, y la Ruta Provincial 10 unos 4 km más al sur. 
Transcurre hacia el sur pasando por la localidad de Carro Quemado, siendo de asfalto hasta la Ruta Provincial 14 en el paraje El Durazno.
Desde allí es un camino natural de tierra que toma dirección sudoeste hacia la Ruta Nacional 152.

## Historia
Desde 1935 hasta 1979 perteneció íntegramente a la Ruta Nacional 148.